# Incidente de Phaeton

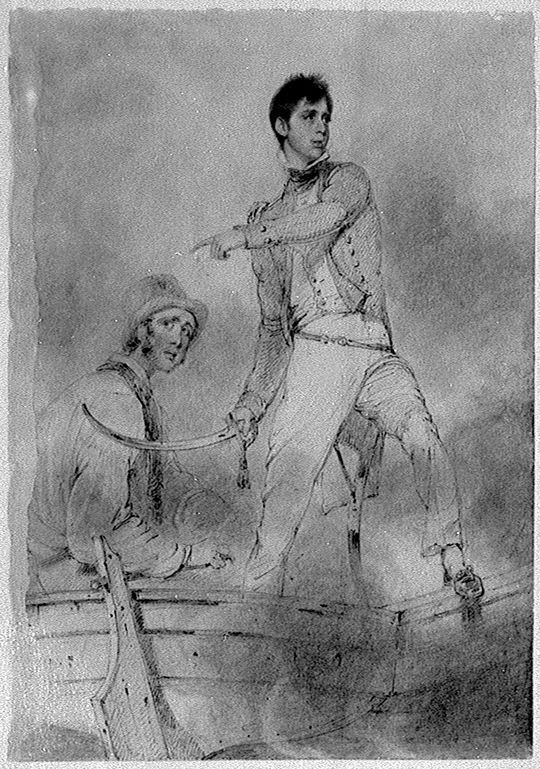
Captão Fleetwood Pellew

Depois que a França conquistou a República Batava e Napoleão Bonaparte começou a usar os seus recursos contra a Inglaterra , os navios da Marinha Real Britânica começaram a interceptar os navios mercantis holandeses. Em 1808, o HMS Phaeton , sob o comando do Capitão Fleetwood Pellew , entrou no porto de Nagasaki para emboscar um par de navios mercantes holandeses que eram esperados para chegar em breve.
O Phaeton entrou sorrateiramente no porto em 4 de Outubro sob a bandeira holandesa. Apesar da chegada do navio "Holandês" ocorrer mais tarde do que o normal, os representantes japoneses e holandeses não suspeitaram de nada. Assim, os representantes do enclave comercial de Dejima remaram em direção ao navio para receber os visitantes. Mas, quando eles se aproximaram, o Phaeton baixou um bote e capturou os representantes holandeses, enquanto seus acompanhantes japoneses pulouarano mar e fugiram. Pellew ameaçou executar os representantes holandeses, a menos que suprimentos (água, alimentos, combustível) fossem entregues ao Phaeton . O navio disparou canhões e mosquetes para pressionar suas exigências, e Pellew ameaçou destruir os navios japoneses e chineses no porto. Os canhões de defesa do porto japonês eram velhos e não conseguiram nem atirar. Consequentemente, as parcas forças japonesas em Nagasaki estavam seriamente desmoralizadas e incapazes de intervir 
Nesta época, o Clã Saga defendia a volta a política do Sakoku para proteger Nagasaki, mas eles tinham errado pois dos 1000 soldados oficialmente alegados só havia 100 soldados. O Magistrado de Nagasaki (Nagasaki Bugyō), Matsudaira Yasuhide, imediatamente ordenou a vinda de tropas das áreas vizinhas de Kyushu. Foi mobilizada uma força de 8.000 samurais e 40 navios para enfrentar o Phaeton, mas demoraram alguns dias para chegar. Nesse meio tempo, Yasuhide decidiu responder às demandas do navio, e forneceu os suprimentos.

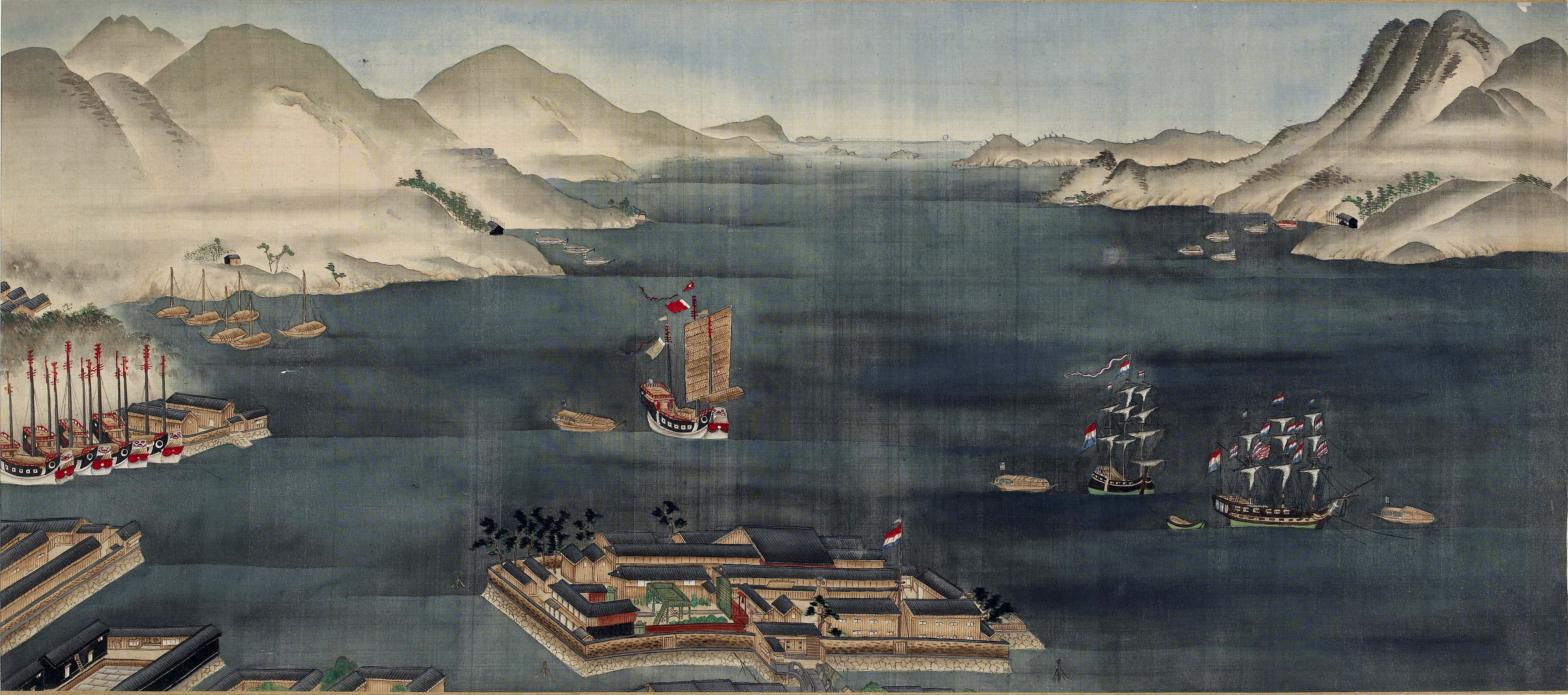
Dejima e a Baia de Nagasaki (1820).

O Phaeton zarpou dois dias depois, em 7 de outubro, antes da chegada de reforços japoneses, e depois que soube que os navios mercantes holandeses não viriam mais naquele ano. Deixou também uma carta para o diretor holandês Hendrik Doeff. 
O Bugyō Matsudaira, assumiu a responsabilidade e cometeu suicídio por seppuku.
Após o ataque do Phaeton , o Xogunato Tokugawa reforçou as defesas costeiras, e promulgou uma lei que proibia os estrangeiros que viessem a terra, sob pena de morte (Ikokusen Uchiharairei, 1825-1842) . O também solicitou que os intérpretes oficiais aprendessem Inglês e Russo, e não se focassem apenas no Rangaku (estudos holandeses). Em 1814, o primeiro dicionário Inglês-Japonês (6000 palavras) foi escrito pelo intérprete Motoki Shozaemon .